# 237-й танковый полк
237-й танковый Краснознамённый, орденов Александра Суворова и Богдана Хмельницкого полк (сокр. 237 тп, в/ч 91726) — тактическое формирование Сухопутных войск Российской Федерации.
Полк находится в составе 3-й мотострелковой дивизии с пунктом постоянной дислокации в селе Солоти Белгородской области.

## История
Ведёт историю от 237-й танковой бригады РККА. 237-я танковая Краснознамённая, орденов Александра Суворова и Богдана Хмельницкого бригада сформирована 28 мая 1943 года накануне Курской битвы. Боевое крещение приняла участвуя в оборонительной операции на обоянском направлении.
В июле 1943 года 237-я танковая бригада вела оборонительные бои на участке Курско-Белгородского направления Курской битвы, затем брошена в прорыв и наступала в составе 1-й танковой армии в направлении города Харьков.
В начале 1944 года бригада вместе с остальными подразделениями 31-го танкового корпуса вошла в состав 1-го Украинского фронта. Зимой того же года 237-я танковая бригада принимает участие в Корсунь-Шевченковской наступательной операции.
237-я танковая бригада в дальнейшем участвовала в Львовско-Сандомирской наступательной операции. В боях за село Почапы лейтенант М. З. Петров со своей ротой уничтожил около 500 солдат и офицеров противника, 7 танков, 20 пушек, около 100 автомобилей с грузами и захватила знамя эсэсовского полка. За этот подвиг офицер Петров был удостоен звания Герой Советского Союза.
За успешное выполнение заданий командования по прорыву долговременной обороны немцев юго-западнее города Сандомир Указом Президиума Верховного Совета СССР 19 февраля 1945 года бригаде вручён орден Красного Знамени.
За освобождение польских городов Ченстохов, Пшедбуж, Радомско бригаде вручен орден Суворова II степени.
В период Великой Отечественной войны за образцовое выполнение боевых заданий и проявленное при этом мужество старшине Н. П. Богатову, лейтенанту Я. Ф. Гаркуше, младшему сержанту А. Е. Райкову, лейтенанту М. З. Петрову было присвоено звание Герой Советского Союза, лейтенант М. З. Петров был навечно зачислен в списки 1-й танковой роты. За период Великой Отечественной войны более 1500 солдат и офицеров бригады были награждены орденами и медалями. 35 фронтовиков-танкистов 237-й бригады участвовали в Параде Победы в Москве на Красной площади 24 июня 1945 года.
В 1945 году 237-я танковая Краснознамённая, орденов Александра Суворова и Богдана Хмельницкого бригада 31-го танкового корпуса РККА переформирована в 237-й танковый полк 31-й танковой дивизии СА с сохранением боевого знамени, наград, преемственности и боевой славы былого соединения.
В конце 1980-х гг. 237-й танковый полк дислоцировался в городе Либава Оломоуцкого края в Чехословакии в составе 31-й танковой дивизии 28-го армейского корпуса Центральной группы войск.
С 1990 года полк базировался в г. Дзержинск Нижегородской области. В ходе реформы Вооружённых сил в 2009 году 237-й танковый полк был расформирован.
В 2016 году полк восстановлен в составе 3-й мотострелковой дивизии 20-й гвардейской общевойсковой армии с пунктом постоянной дислокации в селе Солоти Белгородской области.
По сообщению «Верстки», в 2022 году в ходе войны с Украиной полк понес большие потери в боях под Изюмом. В конце 2023 года был подан 7 иск о признании служащих военной части полка погибшими.

## Галерея

Практические стрельбы c Т-72Б 237-го танкового полка на полигоне Погоново в Воронежской области. 2 июня 2020
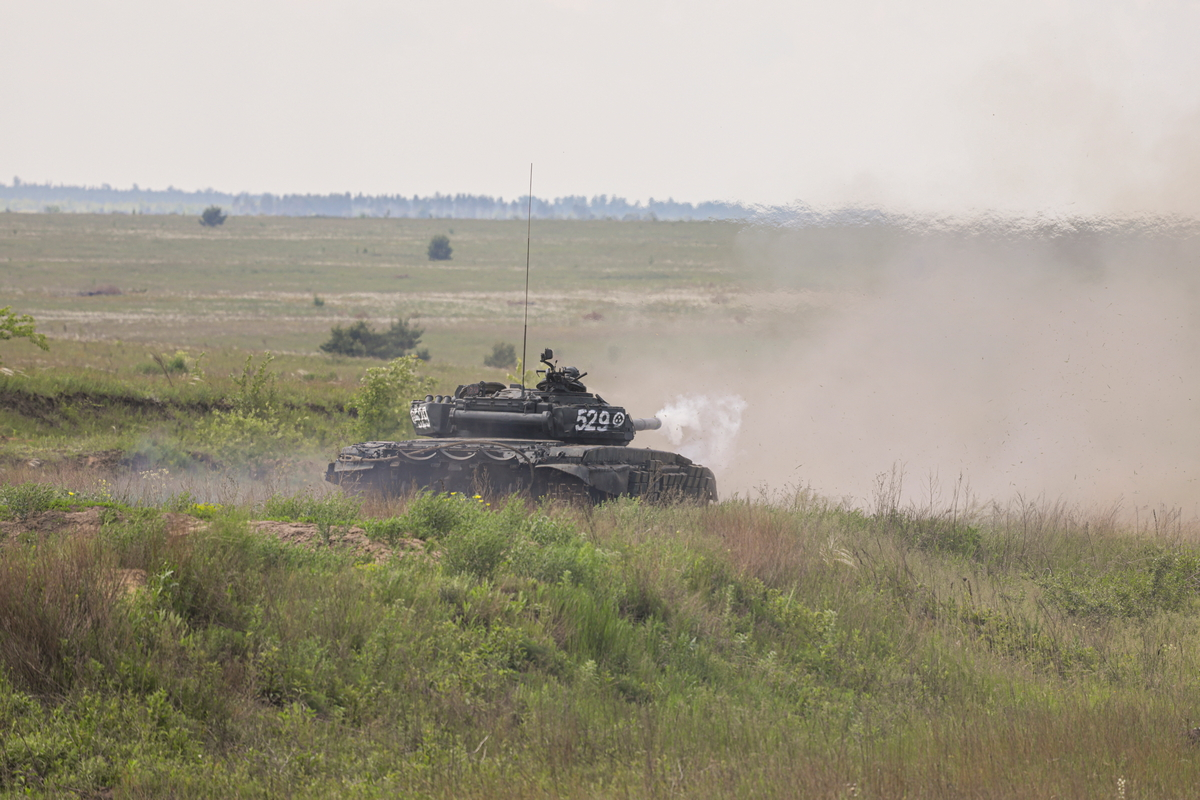
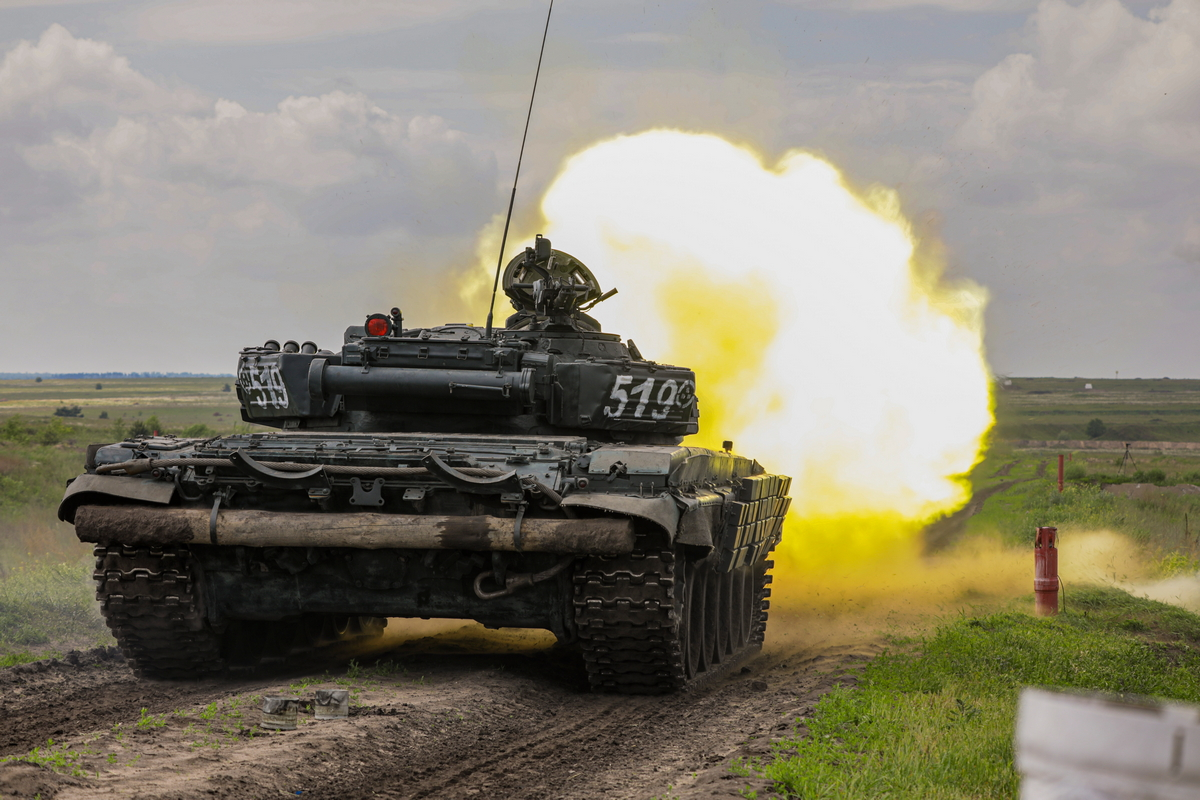
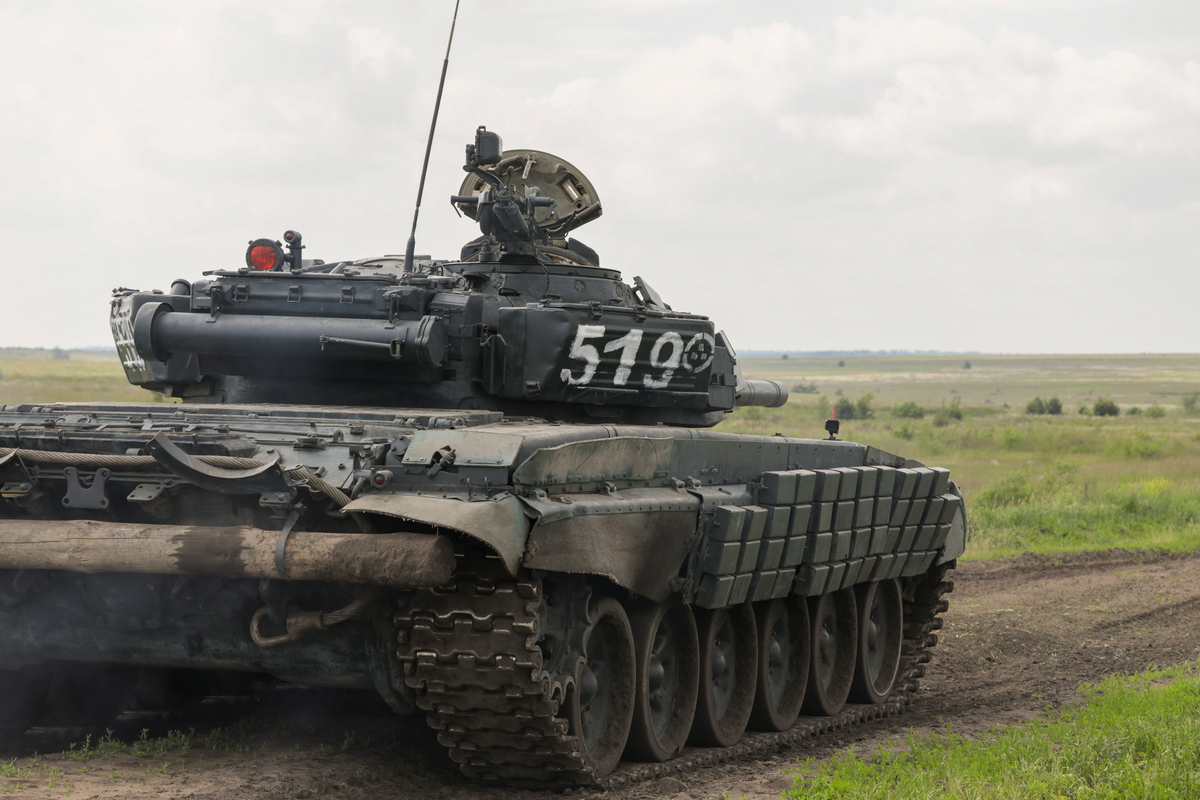
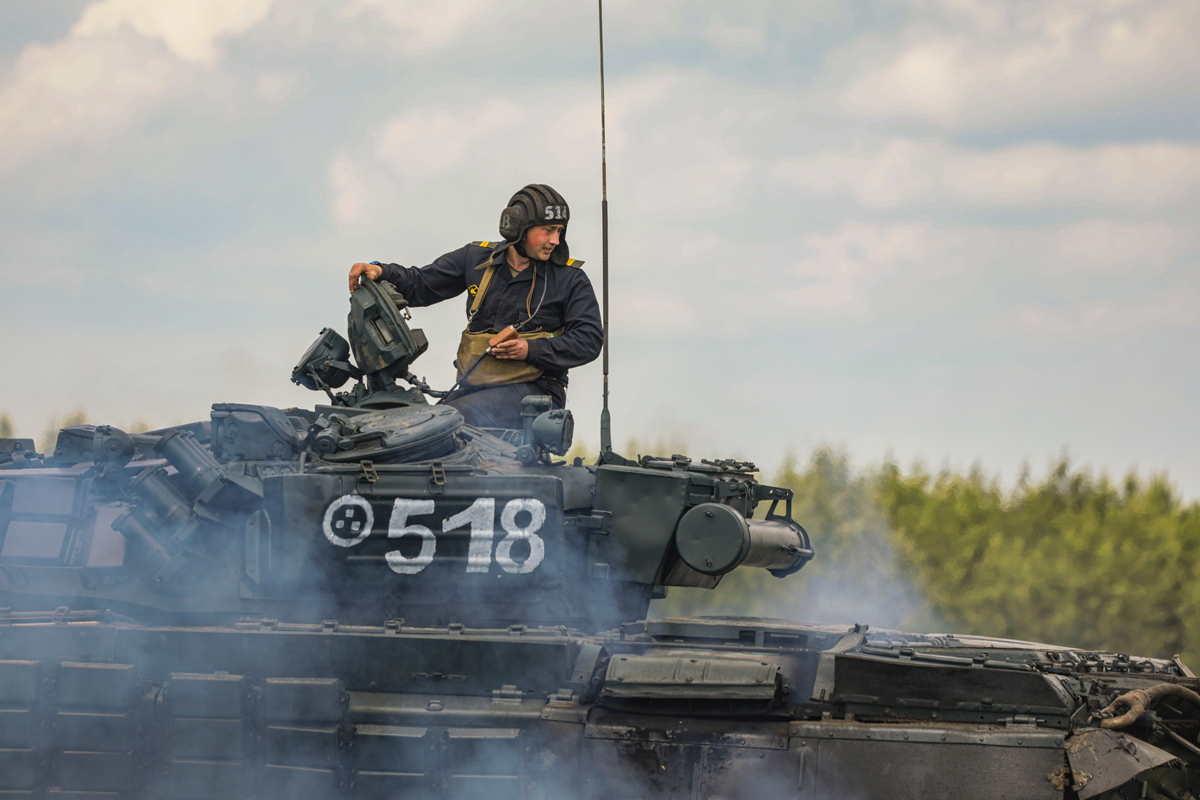
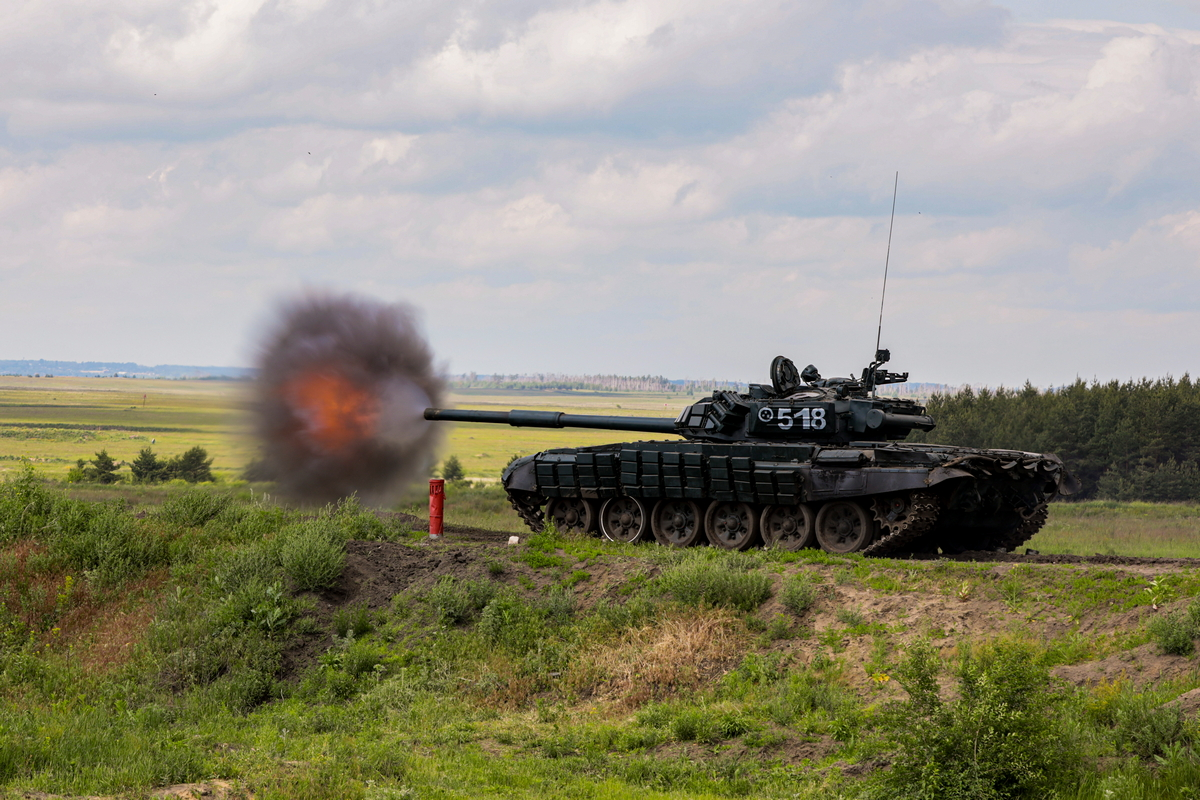
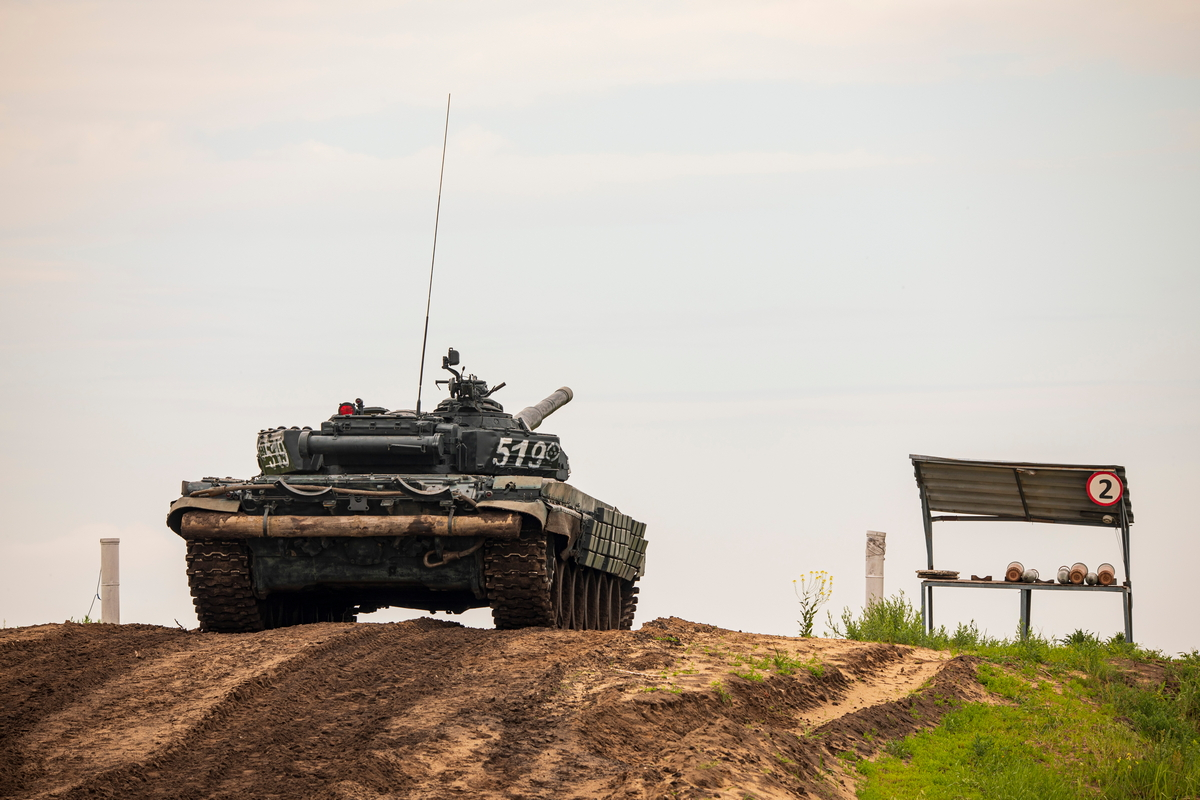
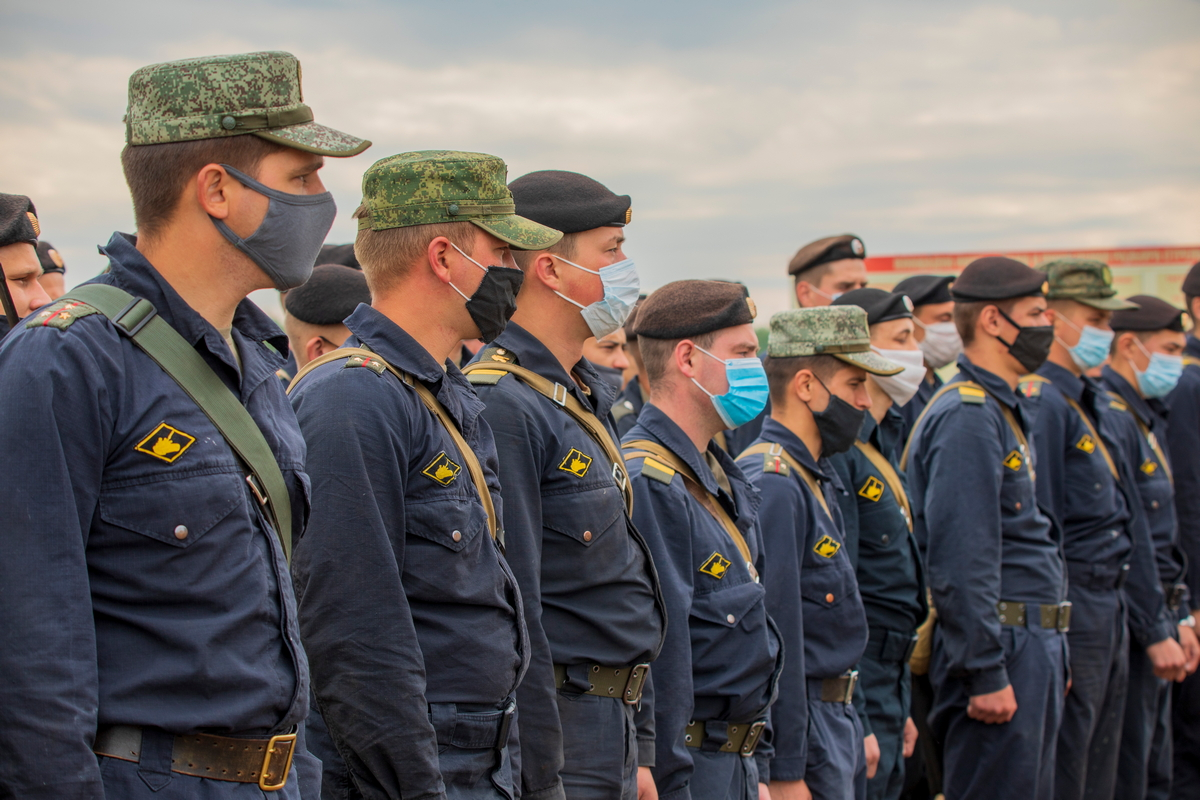
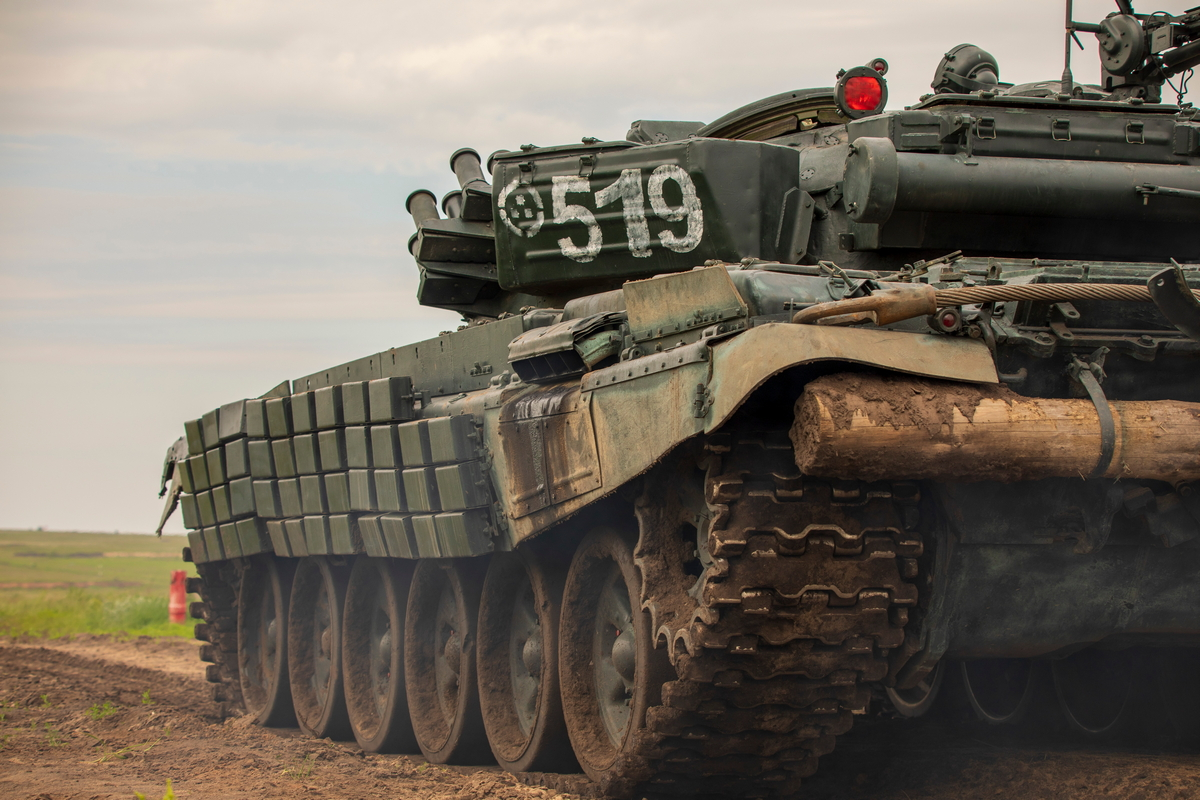
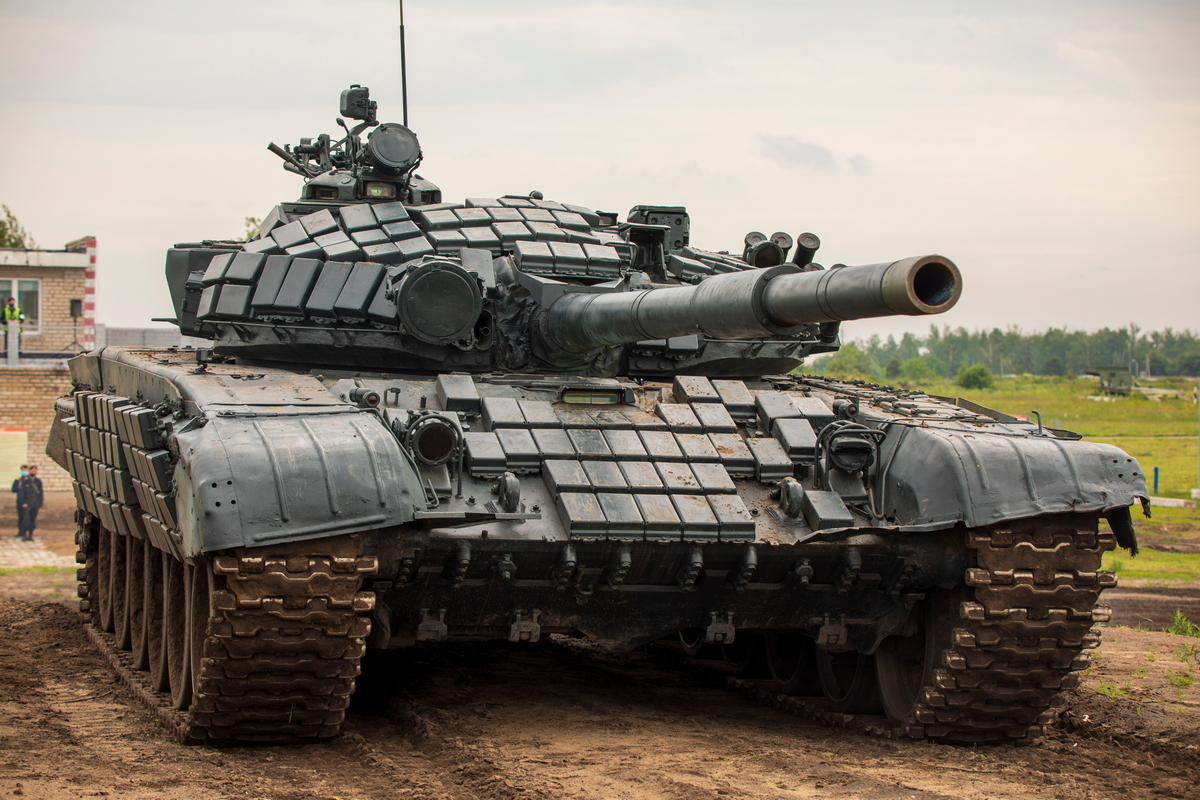
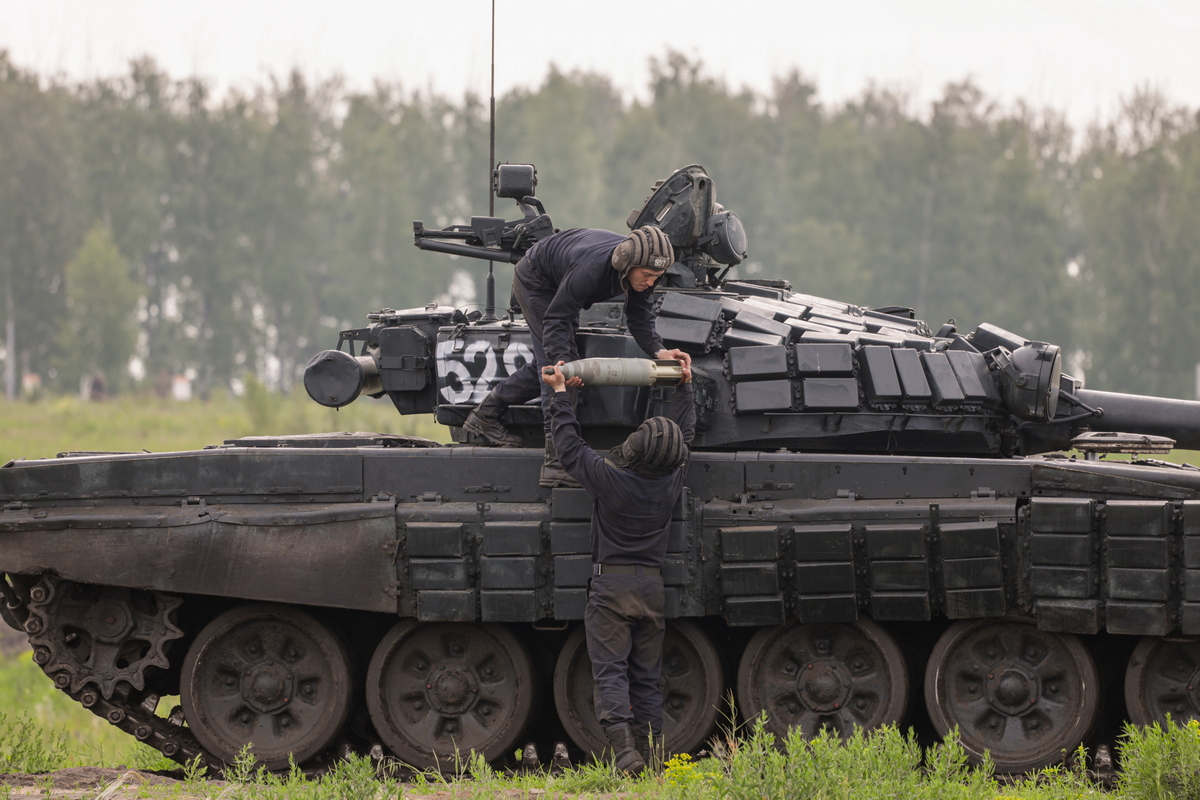
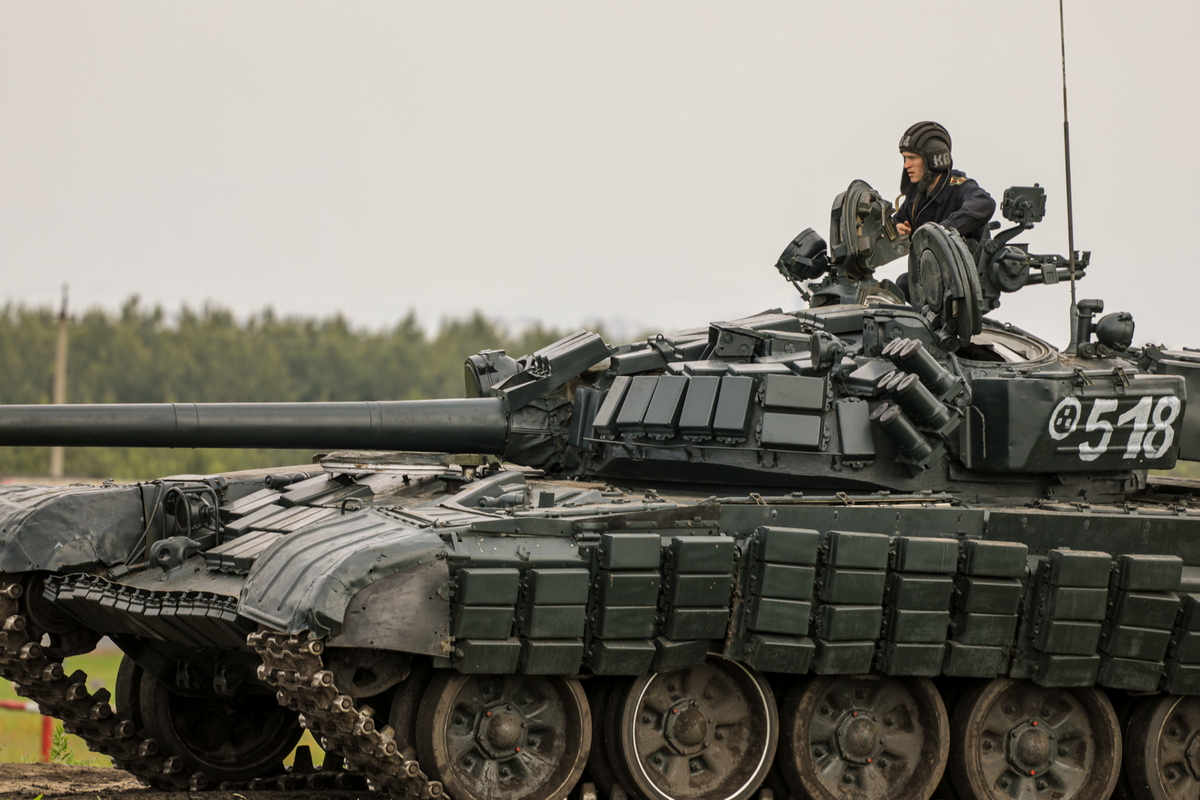
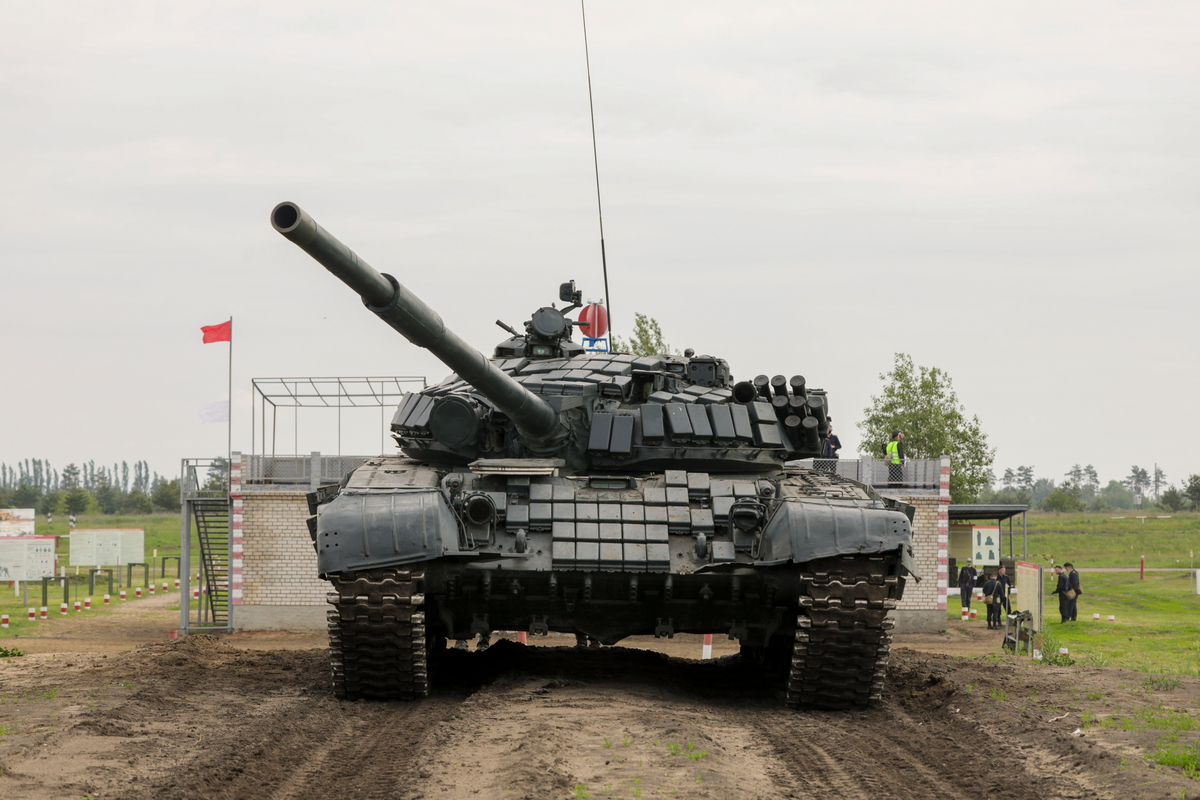